# Bartramia perpusilla
Bartramia perpusilla är en bladmossart som beskrevs av C. Müller 1897. Bartramia perpusilla ingår i släktet äppelmossor, klassen egentliga bladmossor, divisionen bladmossor och riket växter. Inga underarter finns listade i Catalogue of Life.